# Друмево
Дру́мево (болг. Друмево) — село в Шуменській області Болгарії. Входить до складу общини Шумен.

## Населення
За даними перепису населення 2011 року у селі проживали 940 осіб.
Національний склад населення села:
| Національність   | Кількість осіб | Відсоток |
| ---------------- | -------------- | -------- |
| турки            | 510            | 54,8%    |
| цигани           | 300            | 32,3%    |
| болгари          | 113            | 12,2%    |
| Всього відповіли | 930            |          |

Розподіл населення за віком у 2011 році:
Динаміка населення: